# 수안궁주
수안궁주(壽安宮主, ? ~ 1199년 6월 23일)는 고려의 왕족이다. 명종과 의정왕후(광정태후)의 둘째 딸이다. 수안공주(壽安公主), 수안궁공주(壽安宮公主)라고도 한다.

## 생애

### 가계
고려의 제19대 왕인 명종과 의정왕후의 둘째 딸로, 언제 태어났는지는 불분명하다. 성은 왕, 본관은 개성이다. 의종과 신종 등의 조카이며, 강종의 친남매이다. 또 희종에게는 친사촌인 동시에 장모가 된다.
수안궁주의 모후 광정태후는 종실 강릉공 왕온의 딸로, 의종비 장경왕후 및 신종비 선정태후와는 친자매간이다. 따라서 장경왕후와 선정태후는 수안궁주의 백모, 숙모인 동시에 이모이다.

### 공주 시절
1173년(명종 3년) 음력 4월 25일 언니(연희궁주)와 함께 정식으로 공주에 책봉되어 그 호를 수안궁공주(壽安宮公主)라고 하였다. 1179년(명종 9년) 숙종의 아들 대방공 왕보의 증손자인 창화후 왕우와 혼인하였다. 창화후와 수안궁주는 서로 8촌간이며, 동시에 창화후가 수안궁주의 고모인 영화궁주의 아들이므로 고종 사촌이 되기도 한다. 따라서 이 둘의 혼인은 근친혼이다.
1180년(명종 10년), 명종이 총애하는 궁녀 명춘(明春)이 죽자 슬픔을 참지 못하였고, 거느리는 후궁 중에서 마음에 드는 자가 없었다. 그러자 둘째 공주를 불러들여 여러 가지 일을 관장하게 하고 밤낮으로 곁을 떠나지 못하게 하며, 가끔 한 이불을 덮고 같이 자기도 하는 등 지극히 아꼈다. 이에 사위인 창화후 왕우가 여러 달 동안 홀로 지내게 되어 분을 이기지 못하고 이혼하려고 하였다. 왕이 이 소식을 듣고 창화후를 불러 수창궁(壽昌宮)의 동편에 위치한 태후의 행궁(行宮)에 거처하게 하고, 날마다 공주로 하여금 평상복 차림으로 가서 다독거리게 하였다. 11월이 되어서야 공주를 자기 집으로 돌려보냈다.
1199년(신종 2년) 음력 4월 24일, 달과 토성이 서로를 범하는 현상이 관측되었다. 당시 이 현상을 보고 정통원이라는 자가 점을 치기를, "금년 6월 하순에, 여주(女主)의 상사가 있을 것이다." 라고 하였다. 그리고 이 해 음력 6월 계미일에 실제로 수안궁주가 사망하였다.

### 수안궁주의 가족
수안궁주의 남편 창화후 우는 원래 창화백에 봉해졌으며, 숙종의 아들 대방공의 증손자이다. 창화후의 아버지는 소성후 왕공이며, 어머니는 인종의 딸이자 수안공주의 고모인 영화궁주이다. 창화백은 수안궁주와 혼인하고 창화후로 진봉되었으며, 신종 즉위 후 수사도 상주국의 작위를 받았다.
한편 창화백과 수안궁주는 《고려사》의 기록에 의하면 적어도 아들 하나와 딸 하나를 두었다. 아들은 왕현이며, 그 생애에 대한 별다른 기록은 남아있지 않다. 딸은 희종이 태자이던 때 태자비가 되었는데, 당시 자신의 딸을 왕비로 만들려던 최충수에 의해 폐위되었다. 당시 태자비를 폐위할 때 신종과 선정태후를 비롯한 궁중의 많은 사람들이 매우 슬퍼하였다고 한다. 한편 이 소식을 알게 된 최충헌은 동생 최충수에게 그 딸을 태자비로 들이지 말라고 타일렀으나, 최충수가 끝내 말을 듣지 않자 반역죄로 그 무리를 토벌하였다. 이후 최충수는 최충헌의 심복들에 의해 참수되었다.

## 가족 관계
- 조부: 제17대 인종(仁宗, 1109~1146, 재위:1122~1146)
- 조모: 인종 제3비 공예왕후(恭睿王后, 1109~1183)
  - 부왕: 제19대 명종(明宗, 1131년~1202년, 재위:1170년~1197년)
- 외조부 : 강릉공 왕온(江陵公 王溫, ?~1146)
  - 모후: 명종 제1비 광정태후(光靖太后, 생몰년 미상)
    - 오빠: 제22대 강종(康宗, 1152~1213, 재위:1211~1213)
      - 조카: 제23대 고종(高宗, 1192~1259, 재위:1213~1259)

  - 언니 : 연희궁주(延禧宮主, 생몰년 미상)
  - 시아버지 : 소성후 왕공(邵城侯 王珙, 생몰년 미상)
  - 시어머니, 고모 : 영화궁주(永和宮主, 1141~1208)
    - 남편 : 창화후 왕우(昌化侯 王祐, 생몰년 미상)
      - 장남 : 왕현(王泫, 생몰년 미상)
      - 장녀 : 태자비 왕씨(王氏, 생몰년 미상)

  - 백부, 이모부 : 고려 제18대 왕 의종(毅宗, 1127~1173, 재위:1146~1170)
  - 백모, 이모 : 의종 제1비 장경왕후(莊敬王后, 생몰년 미상)
  - 숙부, 이모부 : 고려 제20대 왕 신종(神宗, 1144~1204, 재위:1197~1204)
  - 숙모, 이모 : 신종 제1비 선정태후(宣靖太后, ?~1222)
    - 사촌, 사위 : 고려 제21대 왕 희종(熙宗, 1181~1237, 재위:1204~1211)

## 수안궁주가 등장한 작품
- 《무인시대》(KBS1, 2003년~2004년, 배우:최하나)
- 《천일야사》(채널A, 2017년~2021년, 정신영)